# Campi per l'internamento civile in Italia

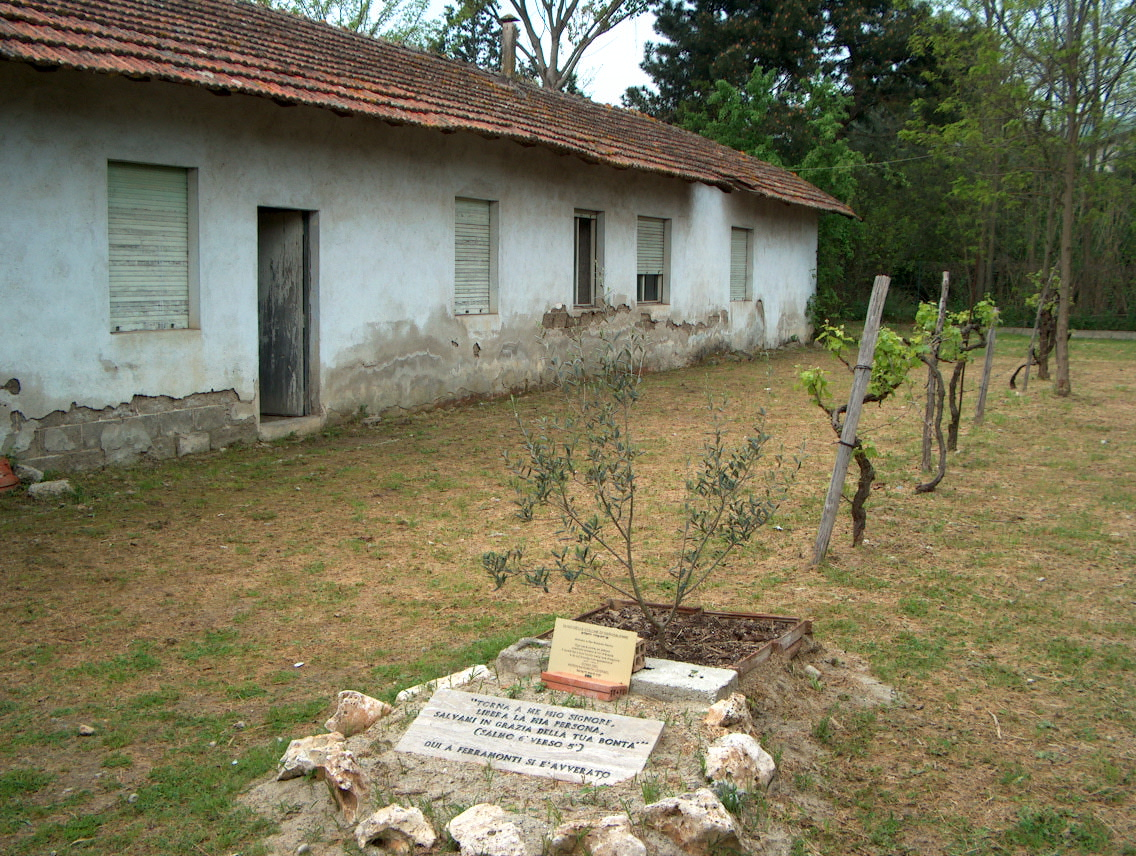
Uno dei pochi edifici rimasti del Campo di internamento di Ferramonti di Tarsia, in Calabria, che ospitava oltre 2 000 prigionieri.

I campi per l'internamento civile in Italia furono dei campi di prigionia istituiti in Italia, nelle sue colonie e nei territori occupati in Jugoslavia. Il primo fu il campo di concentramento di Nocra, in Eritrea, nel 1887.
Un notevole incremento dei campi avvenne sotto il regime fascista, che ne face erigere più del 90%. Essi operarono come luoghi di concentramento e lavoro coatto ai fini di sottomettere i popoli nelle colonie (libici, somali, eritrei ed etiopi), per "purificare la razza italiana" (internando ebrei, sloveni, croati, serbi, bosniaci, albanesi, cinesi, rom e greci) e come misura alternativa al confino per i dissidenti politici antifascisti. Dopo l'Armistizio dell'8 settembre 1943, l'amministrazione dei campi passò dal Regno d'Italia alla Repubblica Sociale Italiana che li convertì in campi di raccolta finalizzati specificamente alla deportazione verso i campi di sterminio della Germania nazista, in primo luogo verso Auschwitz.
Dopo la fine della guerra, il Governo italiano non ripristinò mai i campi d'internamento civile e la Costituzione della Repubblica italiana del 1948 li escluse espressamente dal sistema penitenziario. Nel tempo vennero perciò demoliti; l'ultimo in ordine di tempo ad essere ufficialmente smantellato fu il campo di Danane in Somalia, per ordine dell'Amministrazione fiduciaria italiana della Somalia, nel 1954.

## Storia

### Nelle colonie
Con l'acquisto da parte del governo italiano della baia di Assab, in Eritrea, nel 1882 ebbe ufficialmente inizio il colonialismo italiano. Fin da subito la presenza italiana fu fortemente osteggiata dalle popolazioni locali e il processo di espansione nel Corno d'Africa fu molto più lungo e faticoso del previsto. Per stroncare le rivolte e sottomettere le popolazioni africane non bastarono i sanguinosi saccheggi e rastrellamenti ad opera delle truppe italiane; si optò dunque per l'istituzione di un grande campo di concentramento punitivo, rivolto agli africani avversi all'imperialismo. Venne individuato come luogo ottimale l'isola di Nocra, al largo dell'Eritrea, per via delle pesanti condizioni climatiche. Nell'isola infatti le temperature possono raggiungere i 50 °C, e il tasso di umidità può arrivare al 90%. Ciò, unito alla scarsissima distribuzione di cibo e acqua (la razione era di 300 grammi di farina, 10 di tè e 20 di zucchero, razione non garantita quotidianamente), comportava frequentissimi ribellioni e tentativi di fuga, terminati sempre con l'esecuzione dei fuggitivi. La più memorabile fu la fuga di massa tentata nel 1893.
Il tasso di mortalità a Nocra superava il 58% e i superstiti erano soliti perdere l'uso delle gambe a causa dello strazio fisico disumano.
A Nocra seguirono numerosi altri campi, presenti in tutte le colonie. I più grandi furono, nella Libia italiana, nelle città di Agedabia, El Algheila, Brega, El Maghrun e Soluch e, nella Somalia italiana, nella città di Danane.

### Nella prima guerra mondiale
In Italia i prigionieri degli imperi centrali durante la prima guerra mondiale furono detenuti in campi di internamento situati principalmente in Sardegna e, nel centro-nord Italia, nelle città di Alessandria, Avezzano, Asti, Cuneo, Voghera, Bracciano, Servigliano. Circa 18 mila ungheresi furono raccolti a Vittoria in Sicilia.

### Nei Balcani
Il modello adottato (anche per gli ebrei) fu piuttosto quello dei campi di confino; agli internati era concessa una certa libertà di movimento e autonomia organizzativa e la possibilità di ricevere aiuti e assistenza dall'esterno. Il trattamento fu simile a quello di una prigionia e non fu affiancato da violenze antisemite fisiche o morali aggiuntive. Gli internati familiarizzarono con le popolazioni locali. Soprattutto gli ebrei non furono consegnati ai tedeschi e non furono soggetti a deportazione nei campi di sterminio.
Le comunità ebraiche italiane si mobilitarono a sostegno dei loro correligionari internati attraverso l'istituzione della DELASEM (Delegazione per l'Assistenza degli Emigranti Ebrei), una società di assistenza per i profughi creata dall'Unione delle comunità israelitiche in Italia il 1º dicembre 1939 con l'assenso del regime. Durante tutto il primo periodo bellico e fino all'8 settembre del 1943 la DELASEM poté svolgere legalmente un'opera fondamentale nell'assistenza dei profughi ebrei, rendendo meno dure le condizioni di vita nei campi, favorendo l'emigrazione di migliaia di internati e quindi sottraendoli di fatto allo sterminio. Poiché nei campi erano presenti anche molti cristiani cattolici ed ortodossi, anche la Chiesa attivò le proprie organizzazioni caritative a favore degli internati. La rete di rapporti che così si stabilì tra la DELASEM e alcuni vescovi e sacerdoti sarà decisiva per la continuazione delle attività dell'organizzazione in una condizione di clandestinità dopo l'8 settembre 1943.
Per gli slavi invece la situazione fu molto diversa, in quanto essi furono sottoposti ad una vera e propria azione di pulizia etnica nei territori occupati dall'Italia. In alcuni campi la popolazione civile slava fu soggetta a condizioni di vita inumane che portarono alla morte per stenti di migliaia di prigionieri (inclusi donne e bambini).
Dopo la caduta di Benito Mussolini il 25 luglio 1943, molti dei campi furono aperti e i prigionieri li poterono abbandonare. Molti prigionieri però rimasero nei campi, non avendo semplicemente altro luogo in cui andare. Dopo l'8 settembre 1943 i campi situati nell'Italia meridionale (tra cui Ferramonti e Campagna) furono liberati dagli Alleati e i prigionieri rimastivi (inclusi molti ebrei) trovarono la libertà. Nel Centro-Nord la Repubblica Sociale Italiana trasformò alcuni dei campi in campi di raccolta e concentramento per gli ebrei (italiani e "stranieri"), ora soggetti a deportazione verso i campi di sterminio della Germania. Nuovi campi (Borgo San Dalmazzo, Fossoli, Bolzano, la Risiera di San Sabba) furono specificamente allestiti per le finalità dell'Olocausto.

## Campi in Italia
Lo storico Luciano Casali conta 259 campi d'internamento operanti sul suolo italiano.
In questa tabella sono riportati i dati riguardanti i 54 campi di cui si conosce il numero di internati.
| Numero               | Nome del campo                            | Città                                              | Tipo di campo | Tipologia di internati | Internati | Operatività                        |
| -------------------- | ----------------------------------------- | -------------------------------------------------- | --- | --- | --------- | ---------------------------------- |
| 1                    | Vittoria                                  | Vittoria, Sicilia                                  | | Prigionieri di guerra ungheresi | 18 000    | 1915 - 1919                        |
| 1                    | Arbe                                      | Fiume, Dalmazia (oggi in Croazia)                  | | Civili uomini, donne, bambini, ebrei (internamento protettivo) | 6 577     | giugno 1942 - 17 settembre 1943    |
| 2                    | Fertilia                                  | Alghero, Sardegna                                  | Internamento civile | Civili, per lo più croati | 300       | gennaio 1943 - agosto 1943         |
| 3                    | Mamula                                    | Cattaro, Dalmazia (oggi in Montenegro)             | | Civili uomini e donne | 540       | giugno 1942 - 30 giugno 1943       |
| 4                    | Molat (Melada)                            | Zara, Dalmazia (oggi in Croazia)                   | | Civili | 2 400     | giugno 1942 - 9 settembre 1943     |
| 5                    | Renicci (Anghiari)                        | Arezzo, Toscana                                    | | Civili dai 12 ai 70 anni, per la maggior parte jugoslavi | 3 950     | 7 ottobre 1942 - aprile 1945       |
| 6                    | Chiesanuova                               | Padova, Veneto                                     | Internamento civile | Civili jugoslavi, soprattutto croati | 3 500     | 15 agosto 1942 - 1º luglio 1943    |
| 7                    | Monigo                                    | Treviso, Veneto                                    | Internamento civile | Civili jugoslavi | 3 464     | 2 luglio 1942 - 8 settembre 1943   |
| 8                    | Gonars                                    | Udine, Friuli-Venezia Giulia                       | Internamento civile | Civili jugoslavi ed oppositori politici | 6 500     | ottobre 1941 - 19 ottobre 1943     |
| 9                    | Čiginj (Cighino)                          | Tolmino (Slovenia)                                 | Internamento civile | Civili rastrellati nella provincia di Lubiana | 600       | 6 marzo 1942 - aprile 1942         |
| 10                   | Visco                                     | Udine, Friuli-Venezia Giulia                       | Internamento civile | Civili jugoslavi | 3 272     | gennaio 1943 - 11 settembre 1943   |
| 11                   | Poggio Terzarmata                         | Gorizia, Friuli-Venezia Giulia                     | Internamento civile | Civili jugoslavi e italiani | n\a       | settembre 1942 - 9 settembre 1943  |
| 12                   | Ferramonti                                | Cosenza, Calabria                                  | | Ebrei, civili stranieri e apolidi | 2 016     | giugno 1940 - primavera 1944       |
| 13                   | Tremiti                                   | Foggia, Puglia                                     | | Ebrei, "italiani pericolosi" (oppositori politici, pregiudicati per reati comuni e "allogeni" slavi), omosessuali | 2 300     | settembre 1940 - estate 1943       |
| 14                   | Manfredonia                               | Foggia, Puglia                                     | | Civili, "italiani pericolosi" (oppositori politici ma anche pregiudicati per reati comuni, "allogeni" slavi e individui sospettati di spionaggio e di "attività antinazionale"), rastrellati, ebrei, apolidi                                                                          | 228       | 16 giugno 1940 - 9 settembre 1943  |
| 15                   | Pisticci                                  | Matera, Basilicata                                 | | Civili condannati dal Tribunale Speciale e sottoposti a internamento, "italiani pericolosi (oppositori politici, ma anche pregiudicati per reati comuni, "allogeni" slavi e individui sospettati di spionaggio e di "attività antinazionale"), polacchi, ufficiali greci, slavi       | 997       | 1940 - 13 settembre 1943           |
| 16                   | Monteforte Irpino                         | Avellino, Campania                                 | | "Italiani pericolosi" (oppositori politici, ma anche pregiudicati per reati comuni, "allogeni" slavi e individui sospettati di spionaggio e di "attività antinazionale") | 104       | giugno 1940 - ottobre 1943         |
| 17                   | Campagna                                  | Salerno, Campania                                  | | "Sudditi nemici" inglesi e francesi, ebrei, apolidi, tedeschi, austriaci, polacchi, fiumani, cecoslovacchi, slavi | 369       | 15 giugno 1940 - 19 settembre 1943 |
| 18                   | Ariano Irpino                             | Avellino, Campania                                 | | "Italiani pericolosi" (oppositori politici, pregiudicati per reati comuni, "allogeni" slavi), "allogeni" della Venezia Giulia | 86        | luglio 1940 - 9 settembre 1943     |
| 19                   | Tossicia                                  | Teramo, Abruzzo                                    | | Ebrei, cinesi, zingari jugoslavi | 127       | novembre 1941 - 26 settembre 1943  |
| 20                   | Tortoreto                                 | Teramo, Abruzzo                                    | | Ebrei, apolidi, "allogeni" della Venezia Giulia, italiani responsabili di infrazioni annonarie | 114       | luglio 1940 - 6 settembre 1943     |
| 21                   | Notaresco                                 | Teramo, Abruzzo                                    | | Ebrei stranieri, apolidi, civili italiani e stranieri | 96        | 13 luglio 1940 - gennaio 1944      |
| 22                   | Nereto                                    | Teramo, Abruzzo                                    | | Ebrei stranieri, apolidi, "allogeni" della Venezia Giulia, "italiani pericolosi"(oppositori politici, ma anche pregiudicati per reati comuni, "allogeni" slavi e individui sospettati di spionaggio e di "attività antinazionale"), jugoslavi, "sudditi nemici"                       | 200       | 17 giugno 1940 - 1º febbraio 1944  |
| 23                   | Lanciano                                  | Chieti, Abruzzo                                    | | Donne straniere appartenenti alla categoria dei "sudditi nemici", e degli "ebrei stranieri" | 75        | luglio 1940 - settembre 1943       |
| 24                   | Istonio                                   | Chieti, Abruzzo                                    | | oppositori politici italiani | 185       | giugno 1940 - ottobre 1943         |
| 25                   | Isola del Gran Sasso                      | Teramo, Abruzzo                                    | | Ebrei italiani e stranieri, cinesi | 147       | giugno 1940 - ottobre 1943         |
| 26                   | Isernia                                   | Campobasso, Molise                                 | | "Italiani pericolosi" (oppositori politici, ma anche pregiudicati per reati comuni, "allogeni" slavi e individui sospettati di spionaggio e di "attività antinazionale"), jugoslavi, "sudditi nemici", ebrei italiani e stranieri, civili italiani e stranieri                        | 139       | ottobre 1940 - settembre 1943      |
| 27                   | Corropoli                                 | Teramo, Abruzzo                                    | | "Italiani pericolosi"(oppositori politici, ma anche pregiudicati per reati comuni, "allogeni" slavi e individui sospettati di spionaggio e di "attività antinazionale"), ebrei stranieri, civili greci, "sudditi nemici" britannici, jugoslavi                                        | 165       | 1º febbraio 1941 - maggio 1944     |
| 28                   | Civitella del Tronto                      | Teramo, Abruzzo                                    | | Civili greci, "sudditi nemici" britannici, belgi, cinesi | 186       | 4 settembre 1940 - maggio 1944     |
| 29                   | Città Sant'Angelo                         | Pescara, Abruzzo                                   | | Civili jugoslavi | 135       | giugno 1940 - 8 settembre 1943     |
| 30                   | Agnone                                    | Campobasso, Molise                                 | | "Sudditi nemici" (soprattutto cecoslovacchi e britannici), ebrei stranieri (soprattutto tedeschi e austriaci). In seguito il campo divenne misto (i prigionieri erano uomini e donne) e detenne anche zingari jugoslavi                                                               | 155       | 14 luglio 1940 - 21 giugno 1943    |
| 31                   | Bagno a Ripoli                            | Firenze, Toscana                                   | | Ebrei stranieri e italiani, apolidi, "sudditi nemici" (inglesi, francesi, greci, norvegesi, russi in particolare) | 180       | luglio 1940 - 22 settembre 1943    |
| 32                   | Montalbano/Rovezzano                      | Firenze, Toscana                                   | | "Italiani pericolosi" (oppositori politici, ma anche pregiudicati per reati comuni, "allogeni" slavi e individui sospettati di spionaggio e di "attività antinazionale"), jugoslavi                                                                                                   | 56        | maggio 1941 - estate 1944          |
| 33                   | Civitella in Val di Chiana/ Villa Oliveto | Arezzo, Toscana                                    | | "sudditi nemici", ebrei stranieri, prigionieri inglesi deportati dalla Libia | 90        | luglio 1940 - 9 giugno 1944        |
| 34                   | Capannori, Colle di Compito               | Lucca, Toscana                                     | | prigionieri politici, ebrei, civili, prigionieri militari inglesi |           | luglio 1940 - giugno 1944          |
| 35                   | Fabriano                                  | Ancona, Marche                                     | | "Italiani pericolosi" (oppositori politici, ma anche pregiudicati per reati comuni, "allogeni" slavi e individui sospettati di spionaggio e di "attività antinazionale"), jugoslavi                                                                                                   | 90        | settembre 1940 - aprile 1944       |
| 36                   | Petriolo                                  | Macerata, Marche                                   | | esclusivamente per donne, "suddite nemiche" ed "ebree straniere" | 30        | dicembre 1942 - settembre 1943     |
| 37                   | Pollenza                                  | Macerata, Marche                                   | | per donne, "suddite nemiche" ed "ebree straniere" | 103       | giugno 1940 - marzo 1944           |
| 38                   | Sassoferrato                              | Ancona, Marche                                     | | "allogeni" e jugoslavi | 60        | agosto 1942 - 15 settembre 1943    |
| 39                   | Urbisaglia                                | Macerata, Marche                                   | | ebrei, apolidi, jugoslavi, "allogeni" | 123       | giugno 1940 - 23 ottobre 1943      |
| 40                   | Fossoli                                   | Carpi, Emilia-Romagna                              | campo per prigionieri di guerra alleati dal 1942 al 1943, per ebrei dal 1943 al 1944, Polizei- und Durchgangslager nel 1944, campo di raccolta per mano d'opera per la Germania nel 1944 | "Italiani pericolosi" (oppositori politici, ma anche pregiudicati per reati comuni, "allogeni" slavi e individui sospettati di spionaggio e di "attività antinazionale"), jugoslavi, prigionieri di guerra, ebrei italiani (fra cui Primo Levi) e stranieri, civili, "sudditi" nemici | 5000      | 1942 - 1945                        |
| 41                   | Castello di Montechiarugolo               | Parma, Emilia-Romagna                              | | "sudditi nemici" inglesi e francesi, "ebrei stranieri" | 146       | agosto 1940 - ottobre 1943         |
| 42                   | Castello di Scipione                      | Parma, Emilia-Romagna                              | | "Italiani pericolosi" (oppositori politici, ma anche pregiudicati per reati comuni, "allogeni" slavi e individui sospettati di spionaggio e di "attività antinazionale"), ebrei stranieri, "sudditi" nemici                                                                           | 173       | luglio 1940 - settembre 1940       |
| 43                   | Risiera di San Sabba                      | Trieste, Friuli-Venezia Giulia                     | | "Italiani pericolosi" (oppositori politici, ma anche pregiudicati per reati comuni, "allogeni" slavi e individui sospettati di spionaggio e di "attività antinazionale"), ebrei italiani e stranieri, "sudditi" nemici, jugoslavi, civili rastrellati, prigionieri di guerra,         | 25000     | 20 ottobre 1943 - 29 aprile 1945   |
| 44                   | Bolzano                                   | Bolzano, Trentino-Alto Adige                       | | "Italiani pericolosi" (oppositori politici, pregiudicati per reati comuni, "allogeni" slavi), ebrei italiani e stranieri, "sudditi" nemici, zingari, civili rastrellati, disertori della Wehrmacht sudtirolesi                                                                        | 11 116    | maggio 1944 - maggio 1945          |
| 45                   | Borgo San Dalmazzo                        | Cuneo, Piemonte                                    | | ebrei | circa 400 | settembre 1943 - febbraio 1944     |
| 46                   | Zlarino                                   | Zara, Dalmazia (oggi in Croazia)                   | oppositori politici | Civili | 1 652     | marzo 1943 - 15 giugno 1943        |
| 47                   | Farfa                                     | Castelnuovo di Farfa, Lazio                        | | Civili, oppositori politici, ebrei italiani, ebrei stranieri | Circa 100 | giugno 1943 - settembre 1943       |
| 48                   | Caserme Rosse                             | Bologna, Emilia-Romagna                            | campo per militari e civili italiani rastrellati, partigiani, sacerdoti arrestati con i civili                                                                                           | | 35 000    | 8 settembre 1943 - 12 ottobre 1944 |
| 49                   | Fraschette                                | Alatri, Lazio                                      | campo di concentramento e smistamento | Prigionieri di guerra e famiglie dei prigionieri, internati civili italiani e stranieri (soprattutto jugoslavi) | 5500      | luglio 1942 - 19 aprile 1944       |
| 50                   | Prevlaka                                  | Cattaro, Dalmazia meridionale (oggi in Montenegro) | Campo di smistamento | civili uomini e donne: detenuti in attesa di processo e civili per cui era stato deciso, dalla Prefettura o dalla Questura, l'internamento repressivo | n/a       | giugno 1942 - 30 giugno 1943       |
| 51                   | Tavernelle                                | Perugia, Umbria                                    | Campo adibito principalmente al lavoro coatto degli internati | Civili | n/a       | 7 ottobre 1942 - 15 settembre 1943 |
| 52                   | Colfiorito                                | Foligno, Umbria                                    | Campo di concentramento | Prigionieri di guerra e civili | n/a       | ottobre 1942 - 27 settembre 1943   |
| 53                   | Casa Rossa                                | Alberobello, Puglia                                | Campo di internamento e smistamento | Ebrei italiani e stranieri; civili inglesi, maltesi, irlandesi e indiani; apolidi, "italiani pericolosi" (oppositori politici ma anche pregiudicati per reati comuni, "allogeni" slavi e individui sospettati di spionaggio e di "attività antinazionale"), jugoslavi                 | n/a       | 28 giugno 1940 - 6 settembre 1943  |
| Totale (di 54 campi) |                                           |                                                    | | | ~141.800  | 1915-1945                          |

## Campi nelle colonie italiane

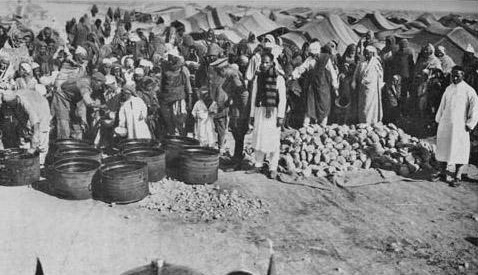
Internati nel campo di concentramento italiano di El Agheila

Numerosi furono i crimini di guerra condotti dall'Esercito italiano nelle colonie. Nella sola Cirenaica tra il 1929 e il 1933 oltre 40.000 persone furono uccise e 80.000 rinchiuse nei campi di concentramento, su una popolazione totale di appena 193 000 persone. Secondo lo storico Ilan Pappé, il regime fascista tra il 1928 e il 1932 uccise metà della popolazione beduina direttamente o per fame nei campi. Secondo lo storico Angelo Del Boca, nel 1933, dei circa 100 000 libici deportati dal Gebel Achdar e dalla Marmarica, più di 40 000 trovarono la morte nei campi.
| Nome       | Luogo      | Colonia          | Operatività | Numero di detenuti | Numero di morti |
| ---------- | ---------- | ---------------- | ----------- | ------------------ | --------------- |
| Nocra      | Nocra      | Colonia eritrea  | 1887-1941   |                    | 1 500           |
| El Abiar   | El Abiar   | Libia italiana   | 1930-1933   | 3 123              |                 |
| Agedabia   | Agedabia   | Libia italiana   | 1930-1933   | 9 000              | 1 500           |
| El Agheila | El Agheila | Libia italiana   | 1930-1933   | 10 900             |                 |
| Brega      | Brega      | Libia italiana   | 1930-1933   | 21 117             |                 |
| El Maghrun | El Magrun  | Libia italiana   | 1930-1933   | 13 050             | 4 500           |
| Soluch     | Soluch     | Libia italiana   | 1930-1933   | 20 123             | 5 500           |
| Derna      | Derna      | Libia italiana   | 1930-1933   | 145                |                 |
| Apollonia  | Apollonia  | Libia italiana   | 1930-1933   | 1 354              |                 |
| Barce      | Barce      | Libia italiana   | 1930-1933   | 538                |                 |
| Driana     | Driana     | Libia italiana   | 1930-1933   | 225                |                 |
| Nufilia    | Nufilia    | Libia italiana   | 1930-1933   | 375                |                 |
| Danane     | Mogadiscio | Somalia italiana | 1935-1941   | 6 000              | 3 175           |
| Totale     |            |                  |             |                    | ~44 675         |

## Sotto la Repubblica Sociale Italiana
Dopo l'8 settembre 1943 alcuni dei vecchi campi per l'internamento civile furono inclusi nella rete dei campi di concentramento della Repubblica Sociale Italiana, gestiti da militari tedeschi e/o milizie repubblichine italiane. La funzione di questi campi era ora cambiata radicalmente. Vi transitavano ebrei (senza più alcuna distinzione tra "Italiani" e "stranieri"), nonché prigionieri politici antifascisti, in attesa di deportazione. I convogli partivano quindi dalla Risiera di San Sabba o da Fossoli con destinazione i campi di concentramento e sterminio in Germania e Polonia.

## Il periodo post-bellico
Finita la guerra, alcuni campi furono utilizzati con altre funzioni; vi furono infatti:
- campi in cui vennero segregati gli ex-soldati dell'Asse in attesa che le autorità italiane o alleate esaminassero i loro casi, come il campo di concentramento di Coltano.
- campi di raccolta profughi
- campi di reclusione, come i campi di Fraschette, Alatri e Fossoli, nei quali erano rinchiusi i profughi e gli ex-militari accusati di crimini civili (furti, aggressioni, borsa nera, prostituzione, violenze).